# Laëtitia Kamba
Laëtitia Kamba (Parigi, 10 gennaio 1987) è un'ex cestista francese.

## Carriera
Con la Francia ha disputato i Giochi olimpici di Rio de Janeiro 2016.